# Старыконь (герб)
Старыконь (пол. Starykoń, Antiquus Caballus, Antiquus Equus, Konie, Stary Koń, Szafraniec, Zaprzaniec) — польский дворянский герб.

## Описание
В красном поле бегущая вправо белая лошадь с поднятым хвостом, золотыми подковами и перепоясанная по животу чёрной подпругой. Над шлемом и короной такой же топор, как в гербе Топор. Начало этой эмблемы относят к XI веку.

## Герб используют
Баглай (Bahlaj), Балицкие (Balicki), Баневичи (Baniewicz), Барвальдские (Barwaldski, Barwaldzki, Berwaldzki), Бохнар (Bochnar), Богумил (Bogumil), Богдзевичи (Bohdziewicz), Бржеские (Brzeski), Бутримовичи (Butrymowicz), Быстроновские (Bystronoski, Bystronowski), графы и дворяне Быстржановские (Bystrzanowski, Bystrzonowski), Хелмские (Chelmski), Хоржемичи (Chorzemicz), Цыбулька (Cybulka), Чарторыйские (Czartorijski, Czartoryski), Чебулька (Czebulka), Горжицкие (Gorzycki), Гродецкие (Grodecki), Громницкие (Gromnicki), Гинек (Hynek), Евхутичи (Jewchuticz)., Касперские (Kasperski v. Kacperski), Каспржицкие (Kasprzycki), Конколевские (Kakolewski zob. Konkolewski, Kakolowski), Кнот (Knot), Квасьневские (Kwasniowski), Маевские (Majewski), Май (May), Медзвецкие (Miedzwiecki), Мезвецкие (Miezwiecki), Млодзеевские (Mlodziejowski), маркграфы Мышковские (Myszkowski z Wielopolskich), Нагоевские (Nahojowski), Нанайко (Nanayko), Навоевские (Nawojewski), Новинские (Nowinski), Петруские (Pietruski), Писаржевские (Pisarzewski, Pisarzowski), Поборовские (Poborowski), Поляновские (, Polanowski), Семушевские (Siemuszewski), Станевские (Staniewski), Сташевские (Staszewski), Сулимерские (Сулимирские, Sulimierski, Sulimirski), Сыновец (Synowiec), Шафранец (Szafraniec), Шафранкевичи (Szafrankiewicz), Шафранские (Szafranski) Веннятовские (Wenatowski), графы Велепольские маркизы Гонзаго-Мышковские, Велегловские (Wieloglowski, Wieloglowski z Wieloglowa), графы и дворяне Велёпольские (Wielopolski), Влостовские (Wlostowski), Волчек (Wolczek), Вроницкие (Wronicki), Вронецкие (Wroniecki), Запржанец (Zaprzaniec), Завадские (Zawadzki), Земецкие (Ziemiecki), Жарские (Zarski, Zarski z Zarow).